# Мороз Валерій Йосипович
Мороз Валерій Йосипович — радянський український кінооператор.

## Біографія
Народився 21 липня 1927 р. у м. Борисов Мінської обл. в родині службовця. 
Закінчив Київський кінотехнікум (1955) та Київський державний інститут театрального мистецтва ім. І. Карпенка-Карого (1972). 
З 1967 р. — оператор студії «Укркінохроніка».
Нагороджений медалями, Почесною грамотою Держкіно СРСР, значком «Отличник кинематографии СССР».
Був членом Спілки кінематографістів України.
Помер 5 жовтня 1990 р. 

## Фільмографія
Зняв багато документальних і науково-популярних фільмів, серед яких: «Зустрічі на будові» (1963), «Повторні пмЗМ^Шані посіви» (1963), «Вирощування картоплі» (1964), «Техніка безпеки в цукровому виробництві» (1966), «Сад плодоносить щорічно» (1967), «Сорочинський ярмарок» (1968, у співавт.), «Маяк-6» (1969), «Відновлювання деталей» (1969), «Стійкі врожаї у посушливих районах» (1970), «Артемівці» (1971), «Сталеві руки» (1971), «Тваринництво» (1971), «Сім інтерв'ю про мир» (1972), «Автосервіс» (1972), «Лоренті — батько й син» (1973), «На вірність Вітчизні» (1974) та ін., чимало сюжетів для кіножурналів «Радянська Україна», «Молодь України», «Піонерія», «Україна спортивна» тощо.